# Seed of Chucky
Seed of Chucky är en amerikansk skräckfilm från 2004 med Brad Dourif (endast röst), Jennifer Tilly och Billy Boyd (endast röst) i huvudrollerna.

## Handling
Detta är den fjärde uppföljaren till 1988 års den onda dockan i vilken en seriemördare, med hjälp av voodookrafter placerar sin själ i en docka och ständigt är på jakt efter en ny mänsklig kropp. Paret Chucky och Tiffany (en gammal flamma, även hon i dockform, som han äktade i filmen Bride of Chucky) är döda men efter sig har de lämnat sig ett barn som befinner sig i en total identitetskris. Glen eller Glenda som pojken/flickan heter lyckas i sin jakt efter sina riktiga föräldrar att återuppväcka Chucky och Tiffany från de döda. Till sin besvikelse upptäcker de att deras son/dotter inte det minsta har ärvt deras blodtörst, något som de båda snabbt råder bot på. Chucky och Tiffany vill åter få mänskliga kroppar och väljer snart ut sina offer, skådespelerskan Jennifer Tilly (som är väldigt frustrerad med sin karriär eftersom Julia Roberts får alla bra roller) och hennes tillfällige älskare, Redman.

## Om filmen
Filmen regisserades av Don Mancini och är 87 minuter lång. Detta är den femte delen i en serie som påbörjades om dockan Chucky och hans försök till att återfå en mänsklig kropp. Denna film följer tvåans genrebyte och är fylld med ännu fler komiska inslag istället för att vara renodlad skräck.

### Övriga filmer i serien
- Den onda dockan (1988)
- Den onda dockan 2 (1990)
- Den onda dockan 3 (1991)
- Bride of Chucky (1998)
- Seed of Chucky
- Curse of Chucky (2013)

## Rollista (i urval)
- Jennifer Tilly - Jennifer Tilly, Tiffany
- Brad Dourif - Charles Lee Ray/Chucky (röst)
- Billy Boyd - Glen/Glenda (röst)
- Jason Flemyng - Santa
- Redman - Redman
- Hannah Spearritt - Joan
- John Waters - Pete Peters